# Стоун, Яэль
Яэль Стоун (англ. Yael Stone) — австралийская актриса, наиболее известная благодаря своей роли Лорны Морелло в сериале Netflix «Оранжевый — хит сезона».

## Биография и карьера
Стоун выросла в Сиднее и окончила Национальный институт драматического искусства. Она дебютировала на экране будучи ребёнком в фильме «Я, опять я и снова я» с Рэйчел Гриффитс, а после окончания обучения исполняла второстепенные роли в австралийской мыльной опере «Все святые» и драматическом сериале «Оживший». В конце 2011 года она переехала в США, чтобы продолжить актёрскую карьеру.
После переезда в Нью-Йорк, Стоун выступала на театральной сцене, а затем получила второстепенную роль (Лорна Морелло) в сериале Netflix «Оранжевый — хит сезона». Стоун получила высокую оценку от критиков за смесь Бруклинского и Бостонского акцентов. Она была повышена до основного состава в третьем сезоне.
В 2012—2016 годы Яэль была замужем за актёром Дэном Спилманом. С 2017 года Стоун встречается с основателем AIME Mentoring Джеком Мэннингом Бэнкрофтом, у пары есть дочь — Пимо Стоун Бэнкрофт (род. 30.05.2018).
6 декабря 2018 года, на волне движения Me Too, в газете «Нью-Йорк Таймс» было опубликовано интервью Яэль Стоун, в котором актриса обвинила австралийского актёра Джеффри Раша в сексуальных домогательствах во время работы над спектаклем «Записки сумасшедшего» в 2010 и 2011 годах. По словам Стоун, Джеффри Раш слал ей неуместные сообщения «сексуального характера», держал зеркало над её душевой кабиной, пока она принимала душ и танцевал обнаженным перед ней в их гримерной.

## Фильмография
| Год         | Название на русском    | Название на английском  | Роль             | Примечания |
| ----------- | ---------------------- | ----------------------- | ---------------- | --- |
| 1999        | Я, опять я и снова я   | Me Myself I             | Стейси           | |
| 2001        | Ферма                  | The Farm                | Сэм Купер        | Мини-сериал |
| 2007        | Запад                  | West                    | Стейси           | |
| 2007-2008   | Все святые             | All Saints              | Энн-Мари Престон | 14 эпизодов |
| 2010-2011   | Оживший                | Spirited                | Линда            | 16 эпизодов |
| 2011        | Рецидивисты            | Jailbirds               | Люси             | Короткометражный фильм |
| 2013 — 2019 | Оранжевый — хит сезона | Orange Is the New Black | Лорна Морелло    | Премия Гильдии киноактёров США за лучший актёрский состав в комедийном сериале (2015) Премия «Спутник» за лучший актёрский состав в телесериале (2014) |
| 2015        | Конец детства          | Childhood`s end         | Перетта Джонс    | |
| 2018        | Пикник у Висячей скалы | Picnic at Hanging Rock  | Дора Ламлэй      | |
| 2022        | Игра теней             | Blacklight              | Хелен Дэвидсон   | |